# The Wanderings of the Avener
Singles
1. Fade Out Lines
Sortie : 26 septembre 2014
2. Hate Street Dialogue
Sortie : 2014
3. To Let Myself Go
Sortie : 2015
4. Panama
Sortie : 2015
5. Castle in the snow
Sortie : 2015

The Wanderings of the Avener est le premier album studio deep house du DJ et producteur électro The Avener. Il est sorti en France le 19 janvier 2015.

## Liste des pistes
| No  | Titre                                             | Artiste(s)                         | Durée |
| --- | ------------------------------------------------- | ---------------------------------- | ----- |
| 1.  | Panama                                            |                                    | 4:35  |
| 2.  | Fade Out Lines                                    | Phoebe Killdeer & The Short Straws | 4:37  |
| 3.  | Celestial Blues (The Avener Rework)               | Andy Bey                           | 3:36  |
| 4.  | Castle in the Snow                                | Kadebostany                        | 3:33  |
| 5.  | To Let Myself Go                                  | Ane Brun                           | 4:14  |
| 6.  | Lonely Boy                                        | Matt Corby                         | 4:04  |
| 7.  | It Serves You Right to Suffer (The Avener Rework) | John Lee Hooker                    | 3:25  |
| 8.  | Hate Street Dialogue                              | Rodriguez                          | 4:19  |
| 9.  | Your Love Rocks                                   | N'Grandjean                        | 4:09  |
| 10. | Waiting 'Round to Die                             | The Be Good Tanyas                 | 4:18  |
| 11. | We Go Home                                        | Adam Cohen                         | 3:14  |
| 12. | La Tourre                                         |                                    | 3:52  |
| 13. | Waiting Here                                      | Jake Isaac                         | 4:05  |
| 14. | Fade into You (The Avener Rework)                 | Mazzy Star                         | 4:11  |
| 15. | Fade Out Lines (Synapson Radio Edit)              | Phoebe Killdeer & The Short Straws | 3:05  |

| 1. | The Wanderings of the Avener (Continuous Mix) | 54:11 |